# Macao
Macao eller Macau (澳門; pinyin: Àomén; jyutping: Ou3 Mun4; portugisiska: Macau), är en särskild administrativ region i södra Kina, 65 km väster om Hongkong. Macao är också känt som Magok (媽閣廟), Haojing'ao (壕鏡澳), Xiangshan'ao (香山澳) och Liandao (蓮島 "Lotusön"). 
Macao är idag, liksom Hongkong, en Särskild Administrativ Region (SAR) i Kina enligt konceptet "Ett land, två system". Macaos ekonomi är till stor del baserad på spel- och kasinoverksamhet, som genererar omkring hälften av intäkterna till statsbudgeten. Det monopol som tidigare rådde inom spelindustrin är borttaget och utländska företag kan få licens att verka i Macao. I takt med att allt fler fastlandskineser reser till Macao sker en kraftig utbyggnad av turism- och spelsektorn för att förvandla Macao till Asiens Las Vegas. 85 procent av Macaos export utgörs av textilvaror och skor. Macaos största handelspartners är Kina, USA, Hongkong och Japan.

## Historia
Macao grundades som en portugisisk koloni 1557 och blev ett viktigt handelscentrum. Det förlorade dock sin status sedan britterna 1842 hade anlagt Hongkong inte långt därifrån. Efter den portugisiska revolutionen 1974 började Kina och Portugal upprätta diplomatiska relationer och började förhandla om Macaos status. År 1979 blev Macao ett kinesiskt territorium under portugisisk förvaltning. Efter ytterligare förhandlingar beslutades år 1987 att Macao skulle överlämnas till Kina år 1999 då det blev ett speciellt administrativt område.
Liksom Hongkong två år före återförenades Macao med Kina i december 1999 och blev då en särskild administrativ region inom Kina enligt konceptet "ett land – två system". Enligt Macaos minikonstitution skall regionen åtnjuta ett stort mått av politisk och ekonomisk självständighet under 50 år. Den politiskt utnämnde och samtidigt högste ämbetsmannen i Macao SAR:s administration fick titeln Chief Executive.
Macaos historiska centrum blev 2005 listat av Unesco som kulturellt världsarv. Under den portugisiska tiden var det officiella namnet på staden Santo Nome de Deus de Macau[källa behövs].

## Inrikespolitik
Regeringen leds av Chief Executive Edmund Ho som utsågs i samband med återföreningen med Kina 1999. Ho, som åtnjuter stor popularitet, återvaldes för en andra mandatperiod 2004. Inga motkandidater ställde upp i valet. Val till den lagstiftande församlingen hålls vart fjärde år. Efter det första valet efter återföreningen i september 2001 uppgår antalet ledamöter till 27, varav 10 valts genom direkta val, 10 genom yrkesvalkretsar och 7 utses av Chief Executive. I parlamentsvalet hösten 2005 uppgick antalet ledamöter till 29 varav 12 var direktvalda. Till skillnad från Hongkong finns i Macaos lagstiftning inte några skrivningar, som banar vägen för allmänna val till den lagstiftande församlingen eller till posten som Chief Executive.
Återföreningen med Kina har skett relativt smärtfritt och frågor som berör demokrati och politiska fri- och rättigheter debatteras inte i samma utsträckning i Macao som i grannregionen Hongkong. Härtill är mediautbudet i Macao mer begränsat än i Hongkong.
Nuvarande Chief Executive är Ho Iat-seng vars mandatperiod började i augusti 2019. Han var den enda kandidaten till posten.

### Invandringspolitik
På grund av sin speciella status har Macao sin egen invandringspolicy. Detta betyder att det finns ett separat pass för kinesiska medborgare med permanent residens i Macao. Pass från Macao medger visumfri inresa till exempelvis EU-länder för vistelse upp till 90 dagar.

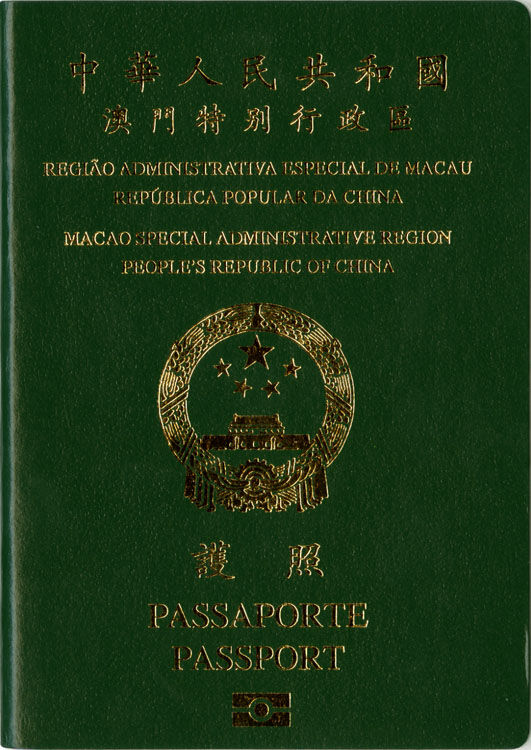
Kinesiskt pass för invånare i Macao.

Visa kan ansökas från Kinas ambassader eller konsulat, och Macaos invandringsdepartment.

## Geografi
Macao ligger på den västra sidan vid mynningen av den vik som är Pärlflodens utlopp i Sydkinesiska havet. Macao består, förutom halvön, av två öar, Taipa och Coloane. Dessa öar är förbundna genom det konstgjorda landområdet Cotai. Största delen av Macao är bebyggd. Det finns inga vattendrag och därför är dricksvatten en bristvara. Högsta punkten är Coloane Alto, 172 m ö.h., på ön Coloane. På Macaohalvön är den högsta punkten Colina da Guia, 91 m ö.h.
Genomsnittliga observationer i Macao är:
|                                            | Jan | Feb | Mar | Apr | Maj | Jun | Jul | Aug | Sep | Okt | Nov | Dec |
| ------------------------------------------ | --- | --- | --- | --- | --- | --- | --- | --- | --- | --- | --- | --- |
| Normaldygnets maximitemperaturs medelvärde | 18  | 18  | 21  | 24  | 28  | 31  | 32  | 32  | 30  | 28  | 24  | 19  |
| Normaldygnets minimitemperaturs medelvärde | 13  | 13  | 16  | 20  | 24  | 26  | 27  | 27  | 26  | 23  | 18  | 14  |
|                                            |     |     |     |     |     |     |     |     |     |     |     |     |
| Nederbörd                                  | 32  | 59  | 83  | 217 | 362 | 340 | 290 | 352 | 194 | 117 | 43  | 35  |

| Diagram | temperaturer i °C • månadsnederbörd i mm | temperaturer i °C • månadsnederbörd i mm | temperaturer i °C • månadsnederbörd i mm | temperaturer i °C • månadsnederbörd i mm | temperaturer i °C • månadsnederbörd i mm | temperaturer i °C • månadsnederbörd i mm | temperaturer i °C • månadsnederbörd i mm | temperaturer i °C • månadsnederbörd i mm | temperaturer i °C • månadsnederbörd i mm | temperaturer i °C • månadsnederbörd i mm | temperaturer i °C • månadsnederbörd i mm | temperaturer i °C • månadsnederbörd i mm |
|         | 32 18 13                                 | 59 18 13                                 | 83 21 16                                 | 217 24 20                                | 362 28 24                                | 340 31 26                                | 290 32 27                                | 352 32 27                                | 194 30 26                                | 117 28 23                                | 43 24 18                                 | 35 19 14                                 |

## Ekonomi

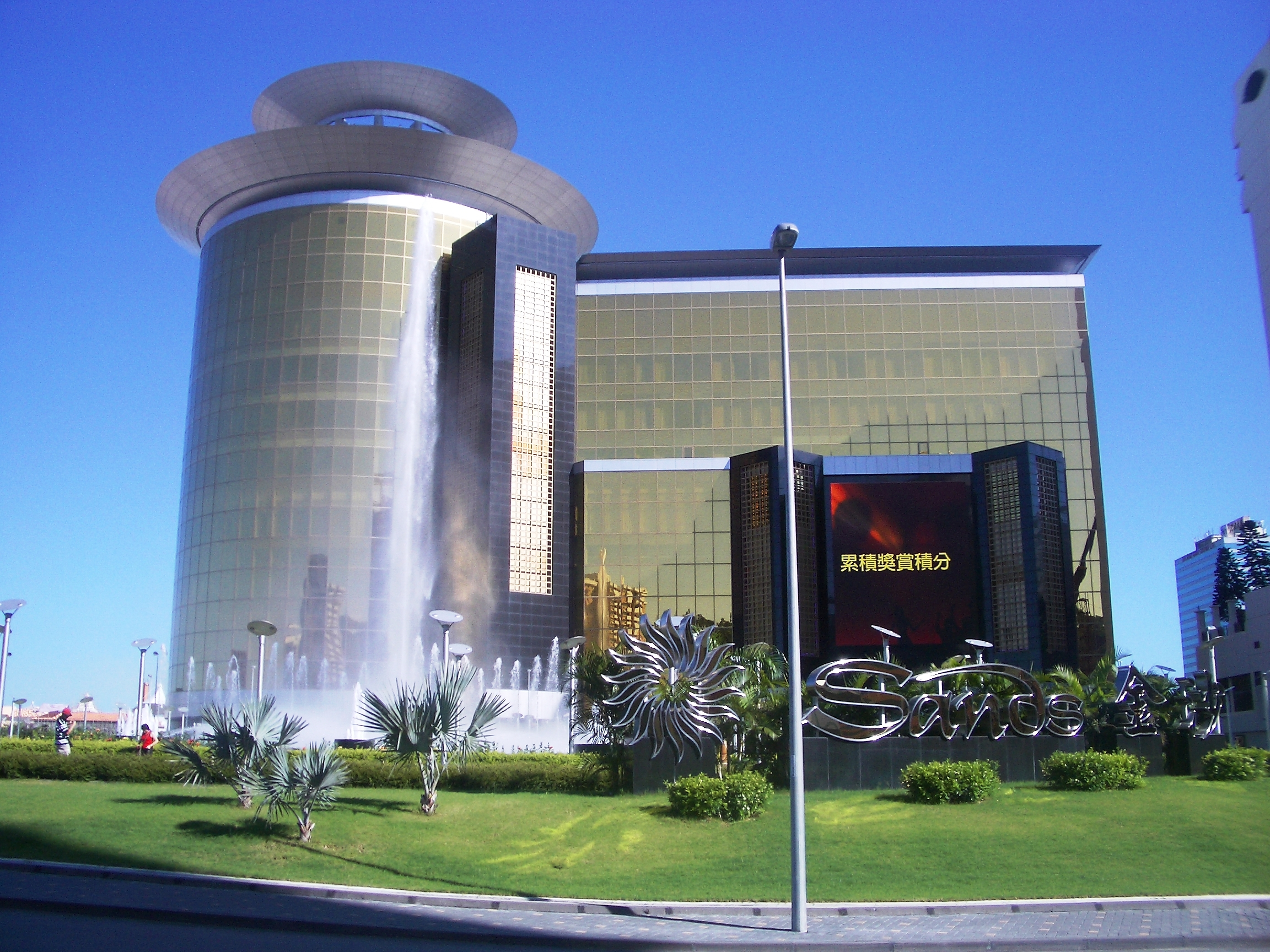
Sands Macau

Turismen är den viktigaste delen i Macaos ekonomi. Kasinoverksamheten står för nästan hälften av inkomsterna. Andra näringar är textilindustri och fyrverkeritillverkning. Macaos ekonomi är till stor del baserad på spel- och kasinoverksamhet, som genererar omkring hälften av intäkterna till statsbudgeten. Det monopol som tidigare rådde inom spelindustrin är borttaget och utländska företag kan få licens att verka. I takt med att allt fler fastlandskineser reser till Macao sker en kraftig utbyggnad av turism- och spelsektorn för att förvandla Macao till Asiens Las Vegas. 85 procent av Macaos export utgörs av textilvaror och skor. Macaos största handelspartners är övriga delar av Kina inkl. Hongkong, USA, och Japan. Intressant är också att typen av intäkter skiljer sig så markant åt mellan Macao och Las Vegas. Antalet spelautomater i Macao är bara drygt 5 000, jämfört med 55 000 i Las Vegas. Huvudprodukten i Macao är istället Baccarat-spel med höga insatser. 2014 kom cirka 90 % av kasinonas inkomster från baccarat.
USA, EU och Kina är Macaos viktigaste handelspartners. 2003 slöts ett frihandelsavtal (CEPA = Closer Economic Partnership Arrangement) mellan Kina, Hongkong och Macao som medför tullfrihet för varor samt åtgärder för att stimulera ömsesidig tjänstehandel och investeringar från Hongkong/Macao till Kina.

### Ekonomiskt uppsving i "Asiens Las Vegas"

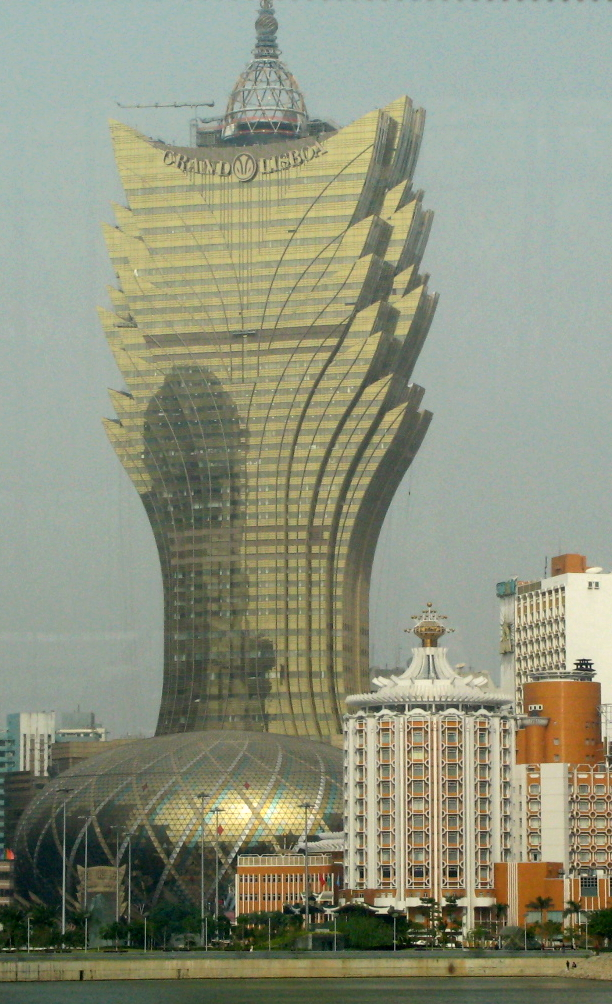
Kasinot Grand Lisboa i Macao

Med amerikansk hjälp har Macao utvecklat sin spelindustri som år 2013 omsatte sju gånger mer än Las Vegas, totalt 45 miljarder USD. Det är potentialen i den kinesiska marknaden som lockar utländska investerare till Macao. Macao har ensamrätt att legalt bedriva kasino- och annan spelverksamhet i Kina. Integrationen mellan Macao och Fastlandskina har ökat sedan övergången till Kina 1999 och resandet har underlättats. Detta i kombination med att spelmonopolet som tidigare rådde i Macao har upphört har gjort Macao till en attraktiv marknad för utländska investerare. 2004 blev ett rekordår för Macao med en ekonomisk tillväxt på 28 procent. Den ekonomiska integrationen underlättas av att relationerna mellan Macao och Kina är i stort sett problemfria. De frågor som utlöst protester i Hongkong – demokratiutvecklingen och Kinas inflytande – debatteras knappast alls i Macao. I avsaknad av motkandidat omvaldes förra året Macaos populäre Chief Executive Edmund Ho att leda Macao ytterligare en femårsperiod. I september hölls parlamentsval med ovanligt högt valdeltagande. Valet blev en framgång för demokraterna – kanske ett tecken på att befolkningen i Macao vill ha ökat inflytande över den ekonomiska politiken och få del av de ekonomiska framgångarna.

### Lockande marknad för utländska investeringar
I mer än 150 år har Macao haft ensamrätt att bedriva kasino- och annan spelverksamhet i Kina. Sedan 1962 har Sociedade de Turismo e Diversoes de Macau (STDM) under ledning av Macaos starke man Stanley Ho haft monopol på den lukrativa spelmarknaden. När STDM:s spellicenser utlöpte 2001 beslöt regeringen att slopa monopolet och öppna upp spelmarknaden för utländska aktörer. Det var framförallt amerikanska spelbolag man vände sig till, bland annat för att få hjälp med att reglera spelmarknaden och minska förekomsten av pengatvätt och annan brottslighet som frodats under monopolet. Dessutom hoppades man att de amerikanska spelföretagen skulle kunna bidra till att utveckla Macao till en destination för bredare grupper av turist à la Las Vegas. Efter anbudsgivning fick 2002 tre företag licens att bedriva spelverksamhet i Macao: dels Stanley Hos STDM och dels två amerikanska företag, Galaxy/Adelson och Wynn – bägge stora aktörer i Las Vegas. 
Sedan monopolet avskaffades har en febril byggnadsverksamhet satts igång i Macao. De utländska investeringarna, främst i olika turist- och spelanläggningar, beräknas uppgå till cirka 10 miljarder USD inom den närmaste tioårsperioden. Det är den gigantiska kinesiska marknaden som lockar. Fastlandskineser har visserligen länge varit flitiga besökare på Macaos kasinon, men sedan Kina år 2003 började släppa på restriktionerna för turistresor har besökarantalet ökat lavinartat. Förra året besökte närmare 17 miljoner turister Macao, en ökning med 40 procent.  Detta bör, enligt bedömare i Macao, kunna öka mångdubbelt allteftersom faciliteterna byggs ut. Inom den kommande tioårsperioden är planen att Macao ska utvecklas till en spel- och turistattraktion i samma storlek som Las Vegas. Bland annat pågår, på nyskapat land, byggnation av en helt ny stadsdel med ett tiotal lyxhotell och kasinon. Infrastrukturen byggs ut i snabb takt för att ta hand om den ökade turisttillströmningen. Macaos totala yta är ungefär så stor som halva Lidingös, varför det blir en stor utmaning att hitta effektiva transportlösningar.
Ett krav från de amerikanska spelbolagen har varit att Macao skärper sina lagar när det gäller spelverksamheten, i synnerhet lagstiftningen mot pengatvätt. Macao har kommit en bit på väg, men fortfarande återstår en del att göra. En bidragande orsak till fördröjningen i processen är att Macao lider brist på kvalificerade jurister. Anklagelser från USA:s finansdepartement att Nordkorea använder en bank i Macao, Banco Delta Asia, som en bas för pengatvätt och andra kriminella aktiviteter kom högst olägligt för Macao. Panik utbröt när bankkunder försökte ta ut sina besparingar från banken. Macaos Chief Executive Edmund Ho ingrep snabbt och beordrade tvångsförvaltning av banken. Samtidigt tillsattes en utredning som ska granska anklagelserna. Med det resoluta ingripandet visade Macaos regering att man tar anklagelserna på allvar och signalerade samtidigt till utländska investerare att de fortsatt kan ha förtroende för Macaos finansiella institutioner.

### Stark tillväxt

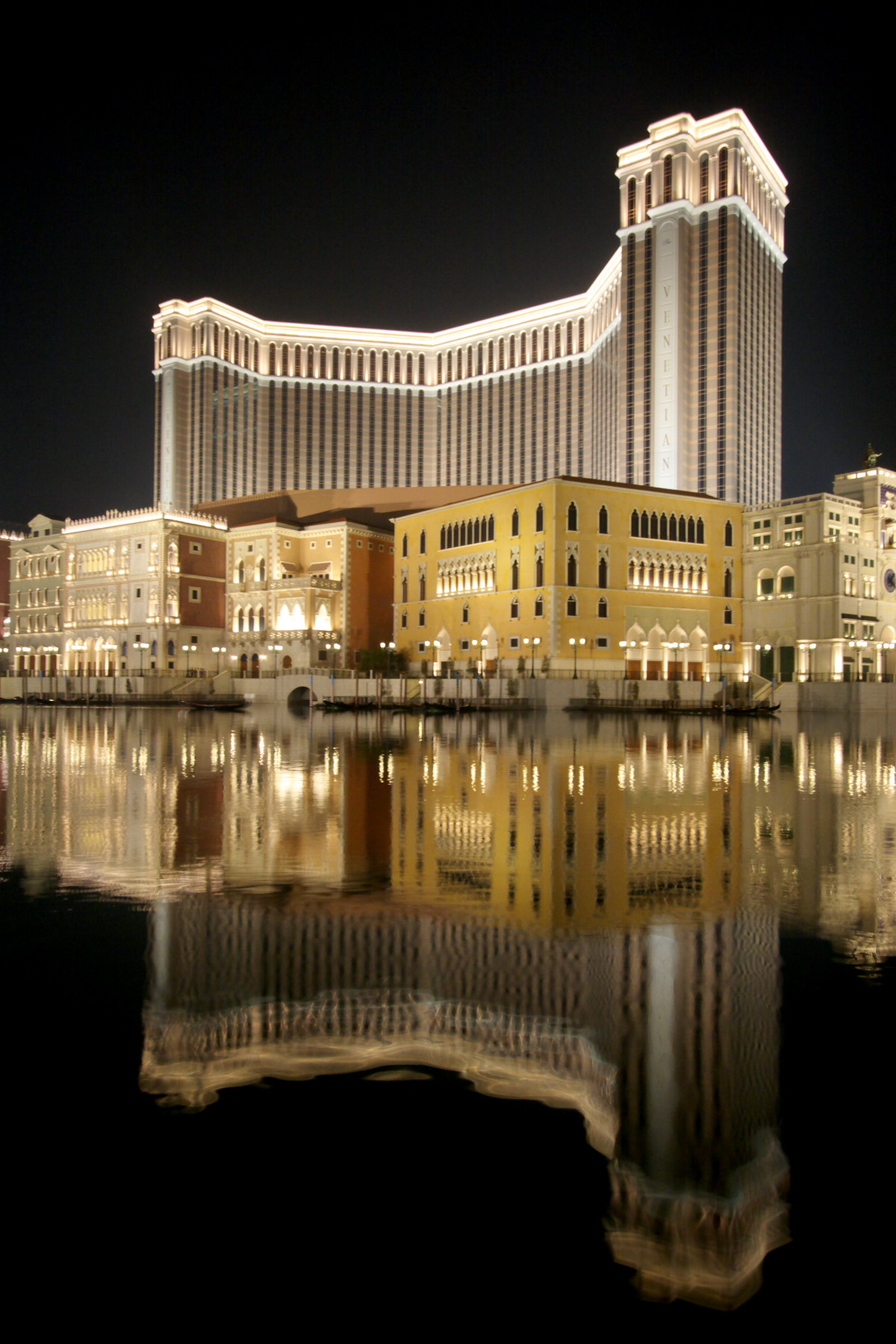
Venetian Macau

2004 blev ett rekordår för Macao med en tillväxt på 28 procent. Det var framförallt den ökade turistströmmen och de utländska investeringarna som bidrog till Macaos ekonomiska framgångar.  Vinsterna från spelverksamheten uppgick till 42,3 miljarder patacas (= samma belopp i SEK) vilket är i nivå med Las Vegas. Vinstskatten utgör 35 procent och statsinkomsterna från spelverksamheten uppgick förra året till 14 miljarder – en ökning med 44 procent från 2003. Totalt svarade spelskatten för ca 75 procent av statens inkomster.
Ökningen av skatteintäkterna från spelverksamheten innebar ett överskott i statsbudgeten på 6,1 miljarder eller 7,5 procent av BNP. Stora statliga investeringar görs i utbyggnaden av infrastruktur, bland annat en ny färjeterminal samt faciliteter för sportevenemanget "East Asian Games" som äger rum i Macao i oktober. Något av överskottet kom även de statsanställda till del som efter sju års frysning av lönerna fick en lönehöjning med fem procent. 
Efter den starka uppgången 2004 har en viss avmattning skett i ekonomin första halvåret 2005 och tillväxten låg under de två första kvartalen på cirka 8 procent. Även boomen på fastighetsmarknaden verkar ha mattats av. Efter en mycket stark uppgång under de senaste två åren minskade fastighetspriserna med ca 20 procent första halvåret 2005. Även besökarantalet planade ut under denna period och minskade med cirka 14 procent jämfört med 2004. 
Med de stora skatteinkomsterna från spelverksamheten har Macao inte i någon högre grad diversifierat sin ekonomi. Förutom spel- och turistindustrin är det textilindustrin som är Macaos viktigaste näring.  På grund av de låga produktionskostnaderna i Fastlandskina har en stor del av produktionen flyttats över dit, om än inte i samma takt som gäller för industrin i Hongkong. Macaos export utgörs fortfarande till 80 procent av textil och konfektion. Arbetslösheten har under senare år varit cirka 6 procent men i spåren av den ökade ekonomiska aktiviteten 2004 har den minskat till 4,1 procent. Ett stort problem är bristen på kvalificerad arbetskraft, varför Macao under förra året tvingades importera arbetskraft främst inom turism och byggnadsindustrin.

### Integrationen ökar
Den ekonomiska integrationen är viktig för Macaos ekonomi och infrastrukturen byggs ut för att ta hand om den ökande turisttillströmningen och underlätta resandet mellan Macao och Fastlandskina. Den bro som planeras byggas mellan Hongkong och Zhuhai/Macao i västra Pärlflodsdeltat blir en viktig länk i förbindelserna i regionen och väntas bidra till en snabb utveckling av detta område. Bron skall enligt planerna vara klar 2010. Man räknar med att Macaos spel- och turistanläggningar samt Disneyland Hongkong som nyligen invigts ska öka intresset för hela regionen som turistdestination och dra till sig allt fler besökare. 
Den intensiva byggnation som nu sker kräver mer arbetskraft än Macao kan erbjuda. Dagligen slussas ett stort antal byggnadsarbetare från Fastlandskina och Hongkong över gränsen. I takt med de ökande utländska investeringarna ökar invandringen till Macao. Utländska medborgare, inklusive fastlandskineser, kan få uppehållstillstånd i Macao under förutsättningen att de investerar 1 miljon patacas. De allt högre fastighets- och bostadspriserna har blivit kännbara för Macaos befolkning och i ett framtida scenario kan delar av lokalbefolkningen tvingas söka bostäder sig i Fastlandskina där kostnadsbilden är betydligt fördelaktigare. 
Liksom Hongkong har Macao och Kina slutit en frihandelsöverenskommelse som medger tullfri export av varor tillverkade i Macao samt ökat tillträde för macanesiska företag till den kinesiska tjänstesektorn. En industripark byggs gemensamt med Kina i gränsområdet mellan Macao och grannstaden Zhuhai. Man hoppas att denna ska bidra till att utveckla Macaos potential som serviceplattform för tillverkningsindustrin i detta område. Macao söker också en roll som brobyggare mellan Kina och de portugisisktalande länderna i världen.  Man hoppas kunna attrahera företag från dessa länder att etablera sig i Macao för att bearbeta den kinesiska marknaden.

### Politisk stabilitet och goda relationer med Kina
Integrationen underlättas av att återföreningen med Kina varit mindre konfliktladdad än Hongkongs.  De frågor som väckt protester i Hongkong, till exempel utvecklingen mot demokrati och fria val eller yttrandefrihet och relationerna till Kina, har inte fått nämnvärda rubriker i Macao. Centralregeringen i Peking framhåller ofta Macao som ett gott exempel på tillämpningen av "ett land – två system" där Macao kan åtnjuta frukterna av inlemmandet med Kina samtidigt som centralregeringen utan inblandning låter Macaos administration sköta regionens affärer. 
Macaos regeringschef, Edmund Ho, är högt respekterad och populär både för sin folklighet och för sin förmåga att hantera relationerna med centralregeringen. Edmund Ho återvaldes utan motkandidater för en andra femårig mandatperiod 2004. Macao brukar beskrivas som en region med svaga demokratiska traditioner utan egentlig opposition eller politiska partier. Möjligen kan det senaste valet till parlamentet ge en fingervisning om ett politiskt uppvaknande. Valdeltagandet var rekordhögt – 58 % – och de största framgångarna skördade ett nybildat parti "The New Macau Democratic Association" som fick 19 procent av rösterna. Spelsektorn rönte också framgångar, den mest spektakulära kandidaten var Stanley Hos hustru (den fjärde i ordningen) som enligt tidningsuppgifter spenderade betydligt mer än föreskrivna 4,3 miljoner patacas i sin valkampanj. 
Liksom i Hongkong föreskrivs i Macaos konstitution (Basic Law) en gradvis utveckling i demokratisk riktning genom en ökning av antalet direktvalda parlamentariker. Efter valet i september innehar de direktvalda ledamöterna 12 av de totalt 29 platserna. 10 väljs i yrkesvalkretsar och 7 utses direkt av Chief Executive. Som i Hongkongs Basic Law finns utrymme för förändringar i valsystemet till Chief Executive och parlamentet, för Macaus del efter 2009 års val. I motsats till Hongkongs Basic Law finns dock inte angivet att det slutgiltiga målet är full demokrati. 
Även om en viss avmattning skedde under första halvåret 2005 ser utsikterna för Macao ljusa ut. Den något svagare tillväxten 2005 kan nog främst ses som en korrigering efter den inledande starka optimismen sedan spelmonopolet slopades. Visserligen legaliseras spelverksamhet i allt fler länder i regionen, men Macao har fördelen av att vara en del av Kina vilket innebär att inreseformaliteterna kan förenklas och resandet för kinesiska turister underlättas. Om Macao får behålla sin ensamrätt på kasinoverksamheten i Kina är det därför troligt att turistströmmarna fortsätter att öka. Dock sätter Macaos begränsade yta rent fysiska gränser för tillväxten inom turistsektorn. Redan är Macaos infrastruktur hårt ansträngd och trafikstockningar och luftföroreningar är besvärliga. Den planerade bron till Hongkong, som inte kommer att inkludera järnväg, kan komma att förvärra situationen ytterligare. Många macaneser menar att det saknas en strategi för en långsiktig och hållbar utveckling av Macao som tar hänsyn till Macaos kulturarv och miljö. Dessutom höjs röster för att lokalbefolkningen i Macao inte fått del av den ekonomiska utvecklingen och att löneläget inte är i paritet med de ökande levnadskostnaderna. Möjligen kan resultatet av det senaste valet ses som en indikation på ett politiskt uppvaknande och en önskan om ökat inflytande över utvecklingen i Macao.

## Demografi
Enligt statistiken var Macaos befolkning 667 400 (år 2018). Folktätheten är 20 000 invånare per kvadratkilometer..
Största delen av (58,9 %) bekänner sig till kinesiska folkreligioner. Den näst största gruppen är buddhister (17,3 %). 15,4 % hör till ingen specifik religiös grupp. 7,2 % är kristna..  
De officiella språk är kinesiska och portugisiska. Ingen specifik variant av kinesiska är officiellt men kantonesiska talas mest.. Ett portugisisk-baserat kreolspråk, patuá, talas av 50 personer som gör det ett kritiskt sårbart. Det officiella skriftsystemet för kinesiskan är traditionella kinesiska tecken såsom i Taiwan och Hongkong.

## Svagt utbyggd välfärdsstat
Välfärdsstaten generellt är inte särskilt utbyggd i Macao.. Dock har landet sedan 2008 en låg basinkomst, liknande Alaskas Permanenta Fond, där alla permanent boende liksom alla tillfälligt boende med giltigt identifikationskort från City of Macao är berättigad till en årlig summa pengar. 2015 var summan för de permanent boende 9000 Macaoiska Patacas (9184 SEK per den 27 april 2016)

## Sveriges relationer med Macao
Svensken Anders Ljungstedt (1759–1835) som hade en hög befattning inom Kompaniet i Kanton, bosatte sig i Macao där han utnämndes till generalkonsul. Ljungstedt forskade i Macaos historia, och hans verk har översatts till flera språk. Ljungstedt, som ligger begravd i Macao, har fått en gata uppkallad efter sig – Avenida Sir Anders Ljungstedt. 
Besöksutbytet mellan Sverige och Macao är begränsat. Linköping är vänort med Macao. Macao deltog med en representant i miljökonferensen "A Swedish-Asian Forum on the Future of Asia's Urban Environment" i Stockholm i maj 2000. Kontakterna mellan Sverige och Macao på miljöområdet resulterade i svensk medverkan i en miljökonferens i Macao hösten 2001. Ett tiotal svenskar är bosatta i Macao.[när?][källa behövs] Ett par av Macaos universitet har ibland svenska gäststuderande. 
Inom ramen för ett samarbetsavtal mellan EU och Macao hålls regelbundna blandkommittémöten. En delegation från EU-parlamentet gjorde ett officiellt besök i Macao i november 2000.

## Sveriges förbindelser med Macao
För svenskt vidkommande kan förbindelserna med Macao komma att aktiveras i samband med det ökade utbytet med södra Kina. Kontakter inom miljö- och kulturområdet har förekommit. De svensk-makanesiska förbindelserna handläggs via generalkonsulatet i Hongkong.

## Internationella rankningar
| Organisation                                | Undersökning                   | Rankning  |
| ------------------------------------------- | ------------------------------ | --------- |
| Heritage Foundation/The Wall Street Journal | Index of Economic Freedom 2009 | 21 av 179 |
| Reportrar utan gränser                      | Pressfrihetsindex 2008         | N/A       |
| Transparency International                  | Korruptionsindex 2008          | 43 av 180 |
| FN:s utvecklingsprogram                     | Human Development Index 2006   | N/A       |